# Laterale approssimante alveolare sorda
La laterale approssimante alveolare sorda è un suono consonantico utilizzato in alcune lingue parlate, il simbolo che rappresenta questo suono nell'alfabeto fonetico internazionale è ⟨ l̥ ⟩.

## Caratteristiche
- il suo modo di articolazione è laterale, perché questo fono è dovuto all'occlusione della parte centrale del canale orale (la bocca), che costringe l'aria a passare dai lati;
- il suo luogo di articolazione è alveolare, perché nel pronunciare tale suono la punta della lingua si accosta agli alveoli dei denti incisivi superiori;
- è una consonante sorda, in quanto questo suono è prodotto solo dal sibilare dell'aria e non dalle corde vocali.

## Occurrenza
Questo suono è presente nelle lingue nahuatl, estone, aleutina, faroense e islandese.